# ららぽーと名古屋みなとアクルス
ららぽーと名古屋みなとアクルス（ららぽーとなごやみなとアクルス）は、愛知県名古屋市港区にある三井不動産商業マネジメントが経営するショッピングセンターである。

## 概要
愛知県名古屋市港区にあった、東邦ガス港明工場跡地に整備された、みなとアクルスのエンジョイゾーンに位置する。港北公園北側に位置し、港区役所及び防災センターの西側に位置する。
2018年（平成30年）9月28日に開業した。
建物は店舗棟2棟と立体駐車場棟2棟の計4棟から構成される。店舗棟は延床面積12万4700平方メートルの4階建ての本館及び2階建ての別館、立体駐車場棟は5階建てとなっている。立体駐車場棟については津波避難ビルに認定される予定がある。駐車場は立体駐車場2棟に加えて、店舗棟にも用意され合計で約3000台分を確保している。高さ制限は2.3mである。。
また、屋外広場として約8000平方メートルが整備され、屋根を備えるイベントスペース「デカゴン」・バーベキュースペース「BBQPIT」やビオトープを併設する。
エレベーターはフジテック製で、業務用含めて全22台設置されている。また、エスカレーターは東芝製で、こちらは全34台設置されている。（両方共にメーカー公式サイトに掲載されている。）

## 沿革
- 2016年（平成28年）3月30日 - 当初の2017年（平成29年）春開業の予定を延期し、2018年（平成30年）秋の開業となると東邦ガス社長が会見で明らかにする[新聞 3]。建設に関わる人手不足と資材高騰によるという[新聞 3]。
- 2018年（平成30年）
  - 9月21日 - 愛知県警が開業前の施設を活用して、ソフトターゲットに対するテロ対策の訓練を実施した[新聞 4]。
  - 9月25日 - ららぽーとが所在するみなとアクルスが「街開き」[新聞 5]。ららぽーとでは関係者向け内覧会を実施[新聞 6]。
  - 9月28日 - 開業[1]。
- 2025年（令和7年）
  - 3月 - 上記ビオトープなどを改修。

## テナント

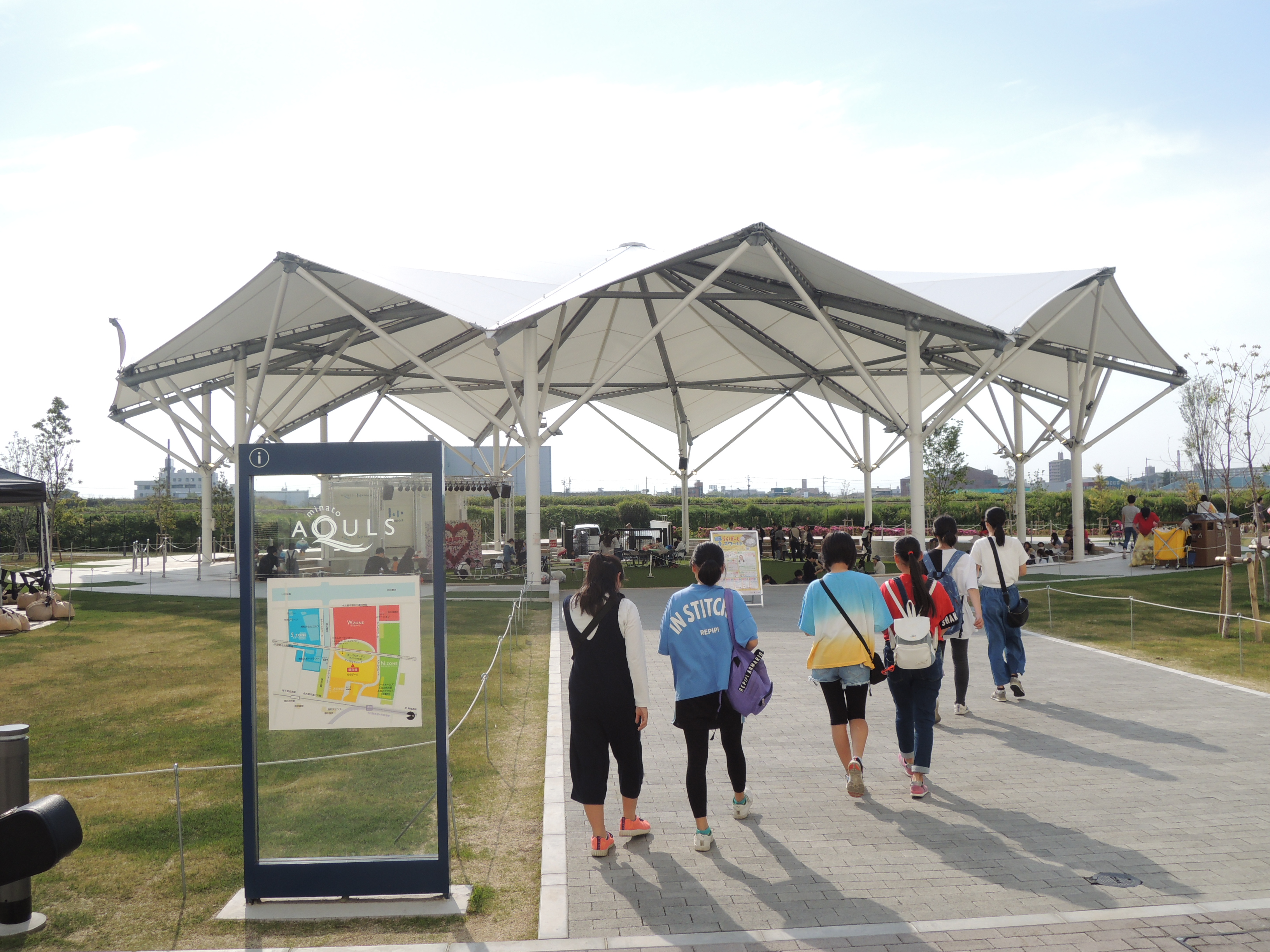
屋外イベントスペース　デカゴン（2019年（令和元年）5月3日）

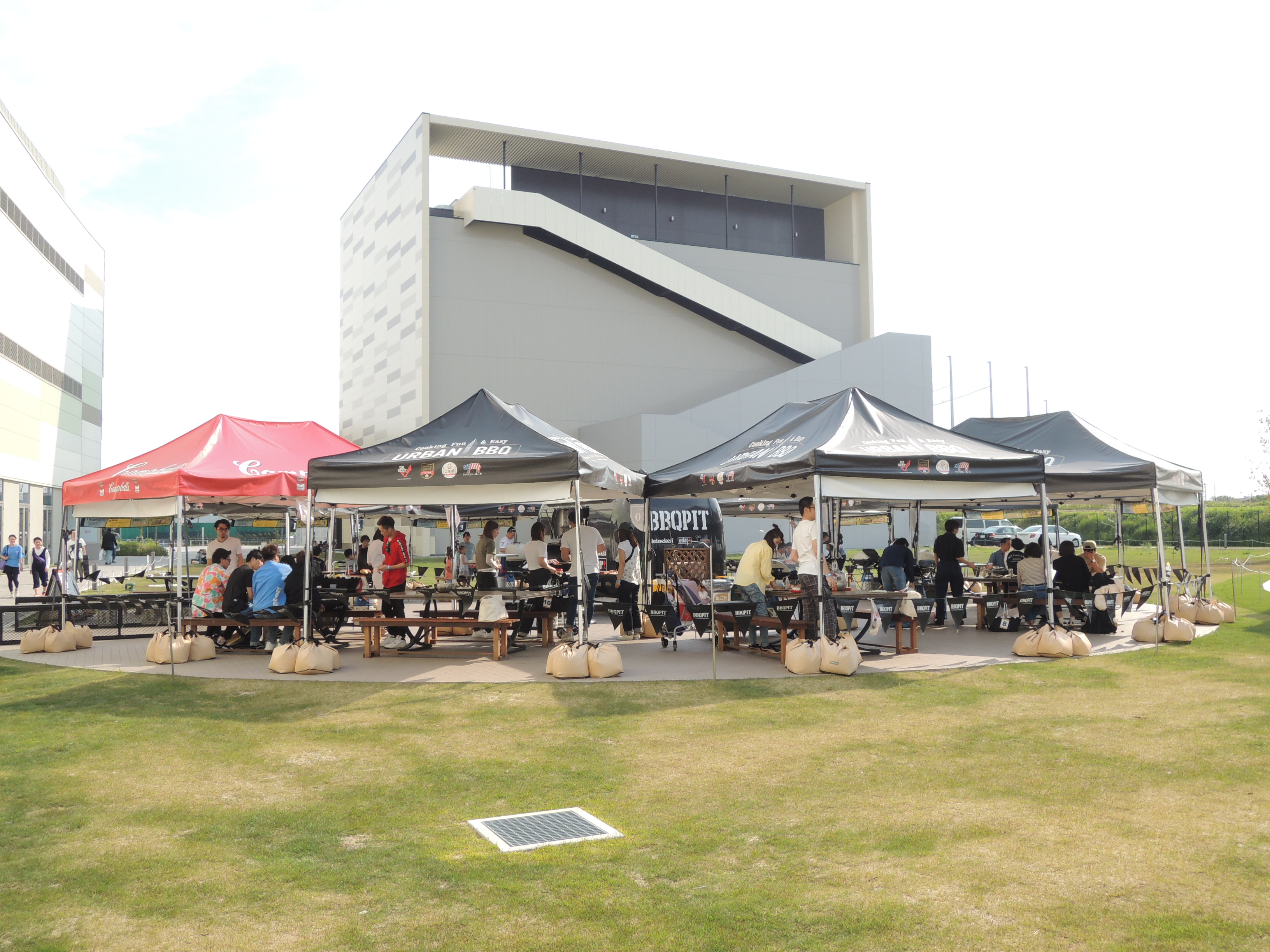
屋外バーベキュースペース　BBQPIT（2019年（令和元年）5月3日）

### 店舗概要
本館は3フロア構成、別館は蔦屋書店を核店舗とした2フロア構成で、本館2階と別館2階は連絡通路（ペデストリアンデッキ）で接続されている。
- アオキスーパー[WEB 5]
- 蔦屋書店[WEB 5]
- ダイソー[WEB 5]
- ゴンチャ[WEB 5]
- GU[WEB 5]
- ユニクロ[WEB 5]
- アカチャンホンポ[WEB 5]
- ZARA HOME[WEB 5]
- ロフト[WEB 5]
- トイザらス[WEB 5]
- スギドラッグ[WEB 5]

など、全217店舗。

### 催事・イベントなど
1階には高知県・沖縄県・岐阜県飛騨地方のアンテナショップが集まる「しなまつり」が出店する。アンテナショップのほか、カフェや催事スペースが併設され、定期的に地域のPRイベントを展開する予定をしているという。飛騨地方のアンテナショップは「ごちそう山飛騨」と称し、飛騨市・高山市にスーパーマーケットを経営する駿河屋魚一が運営を担う。

## 交通アクセス

### 自動車
駐車場についての詳細は、公式サイト「駐車場のご案内」を参照。
敷地に隣接して名古屋市道江川線（江川線）が通っており、交通アクセスに優れた立地であるとしている。

### 鉄道
名古屋市営地下鉄名港線「港区役所」駅2番出口より徒歩で約2分。
名古屋市営地下鉄名港線「東海通」駅3番出口より徒歩で約11分。

### 路線バス
名古屋市営バス「港区役所」バス停（敷地内）。
幹築地1系統、名駅19系統、栄22系統、金山25系統、高畑13系統、高畑18系統、名港13系統、東海11系統、東海12系統、中.港系統、港巡回系統。

### 水上バス
クルーズ名古屋・中川運河ライン『みなとアクルス乗船場』よりすぐ。

### 無料シャトルバス
温浴施設『キャナルリゾート』とららぽーと名古屋みなとアクルス間で、1日4往復運行されていたが、2020年（令和2年）10月1日より運行を休止している。

### 一次資料
1. 1 2 3 4 5 6  “東海3県初進出となるリージョナル型ショッピングセンター「 (仮称) ららぽーと名古屋港明」4月1日着工 2018年秋開業予定” (PDF).   三井不動産 (2017年3月30日). 2018年8月20日閲覧。
2. ↑  “交通アクセス”.   三井不動産商業マネジメント. 2018年8月20日閲覧。
3. ↑  “お車をご利用の場合”.   三井不動産商業マネジメント. 2018年9月26日閲覧。
4. ↑  “フロアガイド” (PDF).   ららぽーと名古屋みなとアクルス. 2019年3月21日閲覧。
5. 1 2 3 4 5 6 7 8 9 10 11  “ショップ一覧”.   三井不動産商業マネジメント. 2018年8月20日閲覧。
6. ↑  “東海3県初進出の大型商業施設「三井ショッピングパーク ららぽーと名古屋みなとアクルス」2018年9月開業へ 一部店舗を先行発表し、4月から店舗求人の合同説明会開始” (PDF).   三井不動産 (2018年3月8日). 2018年8月26日閲覧。

### 新聞
1. 1 2  「口遊録 子育て世代向商業施設目指す」『中日新聞朝刊』中日新聞社、2018年8月1日、7面。
2. 1 2 3 4 5  「「ららぽーと」 9月28日開業 港区」『中日新聞朝刊』中日新聞社、2018年6月13日、9面。
3. 1 2  “ららぽーと開業 18年の秋に延期 港区”. 中日新聞朝刊:  p. 7. (2016年3月31日)
4. ↑  「名古屋「みなとアクルス」でテロ訓練　愛知県警」『日本経済新聞』日本経済新聞社、2018年9月21日。2018年9月25日閲覧。
5. ↑  「「みなとアクルス」街開き　東邦ガス工場跡地」『中日新聞夕刊』中日新聞社、2018年9月25日、1面。2018年9月30日閲覧。
6. ↑  「ららぽーと名古屋みなとアクルス／目標年商300億円、基礎商圏5km46万人」『』流通ニュース、2018年9月26日。2018年9月30日閲覧。
7. 1 2 3  坂本圭佑「ぎふ経済 アンテナショップ 名古屋に来月出店 高山「駿河屋魚一」」『中日新聞朝刊広域岐阜版』中日新聞社、2018年8月1日、13面。